# Grad Maribor
Maribor je v 12. stoletju imel dva gradova. Vendar se je spodnji ali mestni grad (oppidum inferius) ohranil ljudem v spomin samo po zaslugi pisnih virov, in sicer je stal nekje v zahodnem delu mesta ter bil že v 15. stoletju v razvalinah.
V zavest mariborskih podložnikov se je vtisnil drugi grad, kasneje poimenovan Gornji grad, ki so ga pozidali na griču nad mestom, sedanji Piramidi. Nastanek gradu se povezuje z Bernardom Spanheimskim. Grad je bil iz 12. stoletja, morda celo 11. stoletja.
Za Spanheimi so Mariboru krojili usodo Traungavci, potem Babenberžani in za njimi Habsburžani. Grad je bil v posesti deželnoknežjih ministerialov Mariborskih. Ko je ta rod v 14.stoletju izumrl, so si kot oskrbniki gradu sledili Schärfenbergi, Hugo Devinski, Walseeji, gospodje Grabenski in drugi. Zadnji v vrsti so bili Brandisi, ki so grad leta 1784 podrli. 
Od leta 1821 na griču stoji kapela s kamnitim Marijinim kipom. Postavili so jo namesto nekdanje piramide, zložene iz gradbenega materiala grajskih razvalin. Grad je obdajalo veliko obzidje in voda. Zaradi vsega tega je bil težko dostopen in dobro skrivališče. Pod gradom pa se je razvijala kolonizacijska vas, ki se je hitro razširila v večjo naselbino.
Ime griča nima nič skupnega s srednjim vekom. Tako so ga poimenovali v 19. stoletju, ker so na kraju, kjer je stal grad, postavili obelisk, ki je spominjal na piramido.